# The Case-Book of Sherlock Holmes
The Case-Book of Sherlock Holmes (bra: A inquilina de rosto coberto e outras aventuras de Sherlock Holmes; prt: Os Casos de Sherlock Holmes ou Histórias de Sherlock Holmes) é uma coletânea de doze contos policiais com o detetive fictício Sherlock Holmes, publicada em livro em 1927. Escritos por Sir Arthur Conan Doyle, foram originalmente publicados na revista The Strand Magazine, nos anos de 1921 a 1927.

## Contos
1. The Adventure of the Illustrious Client — fevereiro/março de 1925
2. The Adventure of the Blanched Soldier — novembro de 1926
3. The Adventure of the Mazarin Stone — outubro de 1921
4. The Adventure of the Three Gables — outubro de 1926
5. The Adventure of the Sussex Vampire — janeiro de 1924
6. The Adventure of the Three Garridebs — janeiro de 1925
7. The Problem of Thor Bridge — fevereiro/março de 1922
8. The Adventure of the Creeping Man — março de 1923
9. The Adventure of the Lion's Mane — dezembro de 1926
10. The Adventure of the Veiled Lodger — fevereiro de 1927
11. The Adventure of the Shoscombe Old Place — abril de 1927
12. The Retired Colourman — janeiro de 1927